# Cyclamen
- Commons
- Wikispecies

Cyclamen L. é um género botânico pertencente à família Myrsinaceae.
De nome científico Cyclamen persicum o nome popular no Brasil varia entre cíclame, cíclame-da-pérsia, cíclame-de-alepo ou ciclâmen. Isso se explica pela espécie ter vindo das Ilhas Gregas e a região do Mar Mediterrâneo.
A planta é pequena, não ultrapassa 20 centímetros, e costuma ser cultivada em vasos de interiores. As flores nascem no verão, em hastes, em tons de rosa, exalando um perfume leve.
A planta é de clima ameno, de meia sombra, mas precisa de sol direto durante quatro horas por dia. Desse modo, o ideal é colocá-la próxima à janela, mas protegida do vento. Recomenda-se regar duas vezes por semana.
É uma planta perene, mas tem sido cultivada como anual. Assim, muitas pessoas, quando a vêem murchar, acreditam que ela está morta, mas seu bulbo irá florir dentro de um ano novamente, se hidratado como indicado.

## Espécies
| - Cyclamen alpinum - Cyclamen atkinsii - Cyclamen balearicum - Cyclamen cilicicum - Cyclamen colchicum - Cyclamen coum - Cyclamen creticum - Cyclamen cyprium - Cyclamen elegans - Cyclamen graecum | - Cyclamen hederifolium - Cyclamen intaminatum - Cyclamen libanoticum - Cyclamen mirabile - Cyclamen persicum - Cyclamen pseudibericum - Cyclamen purpurascens - Cyclamen repandum - Cyclamen rohlfsianum - Cyclamen somalense |

- Lista completa

## Classificação do gênero
| Sistema | Classificação                      | Referência               |
| ------- | ---------------------------------- | ------------------------ |
| Linné   | Classe Pentandria, ordem Monogynia | Species plantarum (1753) |